# Erskine (bilmärke)

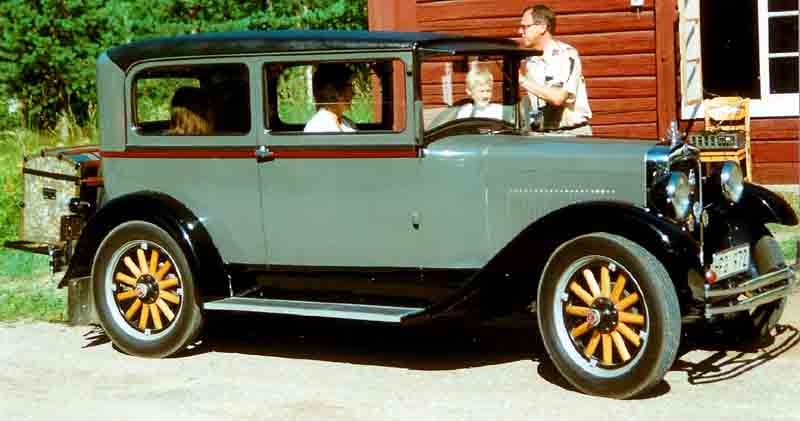
Erskine Model 51 1928.

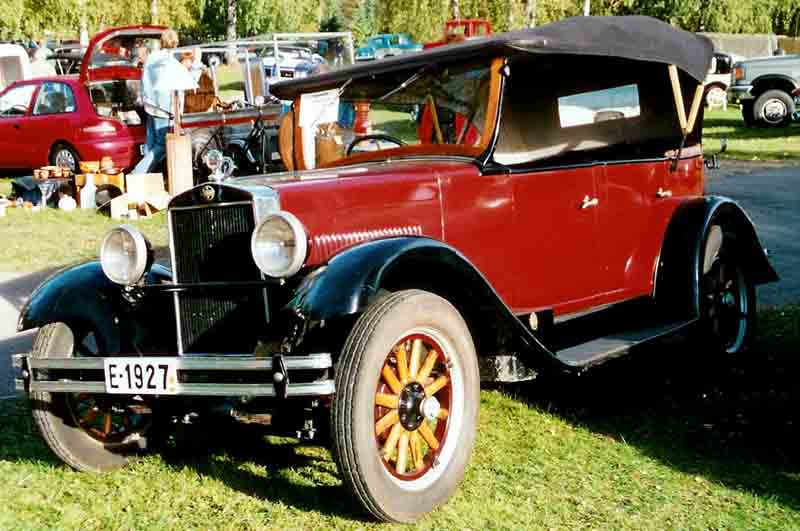
Erskine Model 50 1927.

Erskine var ett amerikanskt bilmärke som tillverkades av Studebaker Corp i South Bend, Indiana mellan 1926 och 1930.

## Historik
Erskine introducerades som ett mindre och billigare alternativ till Studebaker. Den uppkallades efter chefen för Studebaker Albert R. Erskine. Bilen hade en sexcylindrig motor på 2,3 liter. Erskine sålde bra på export, men blev ett misslyckande på hemmamarknaden. Till 1930 växte bilen och fick en större 3,4-liters motor, men detta blev sista årsmodellen. År 1932 gjorde Studebaker ett nytt försök med en mindre bil, kallad Rockne.

## Antal tillverkade bilar
- 1927: 24 893
- 1928: 22 275
- 1929: 25 565
- 1930: 22 371